# 野田彩加
野田 彩加（のだ あやか、1988年2月5日 - ）は、日本のタレント、元グラビアアイドル。埼玉県出身。フィットワンを経て、現在はイリスに所属。

## 略歴
- 原宿でスカウトされ2007年10月にグラビアデビュー[3]。乙葉が所属していた事務所ということで惹かれたが、最初、水着でグラビアをやるという事には少し悩んで一度は拒否したことがあった[3]。しかし友人の応援もあり、そのグラビアが世界で撮影だったという事もあって最後には承諾することになった[3]。
- 2008年「ミスFLASH」で準グランプリに選ばれる[4]。
- 日テレジェニック2009候補生に選ばれ、残り2週まで残る。
- 2011年12月17日、初代ボウリングアイドルに選出された。
- 遠野千夏と期間限定ユニット【桃ドル】として活動。
- ザクリッチガールズとしてCM初出演。
- 2016年2月29日を以ってフィットワンを退所[5]。同年9月20日にイリスに所属することになったことを報告[6]。
- 2019年7月1日、「出会って18年」になる交際中の男性と結婚[7][8][9]。これに伴いグラビアアイドルからは卒業となったが、グラビア活動自体は2018年末に発売されたDVD『彩物語 ～My Story～』をもって終了していた。
- 2021年8月31日、第1子出産を公表[10]。

## 人物
- 趣味・特技：買い物、テニス、水泳。
- ブログでは自らのピースサインを写真に撮りアップすることがある。
- 虫が苦手[3]。
- 兄がいる[3][11]。
- 美容系専門学校に在学していた[3]。
- アロマテラピー検定1級、サービス接遇検定2級、きもの講師免許2級、AEA上級認定エステティシャンなど多くの資格を持っている[12]。

## 作品

### 映像作品
- ミスFLASHオフィシャルDVD・野田彩加（2008年8月8日発売、イーネット・フロンティア）
- 彩いろ、想い色（2009年11月20日発売、ラインコミュニケーションズ）
- 彩-いろどり-（2010年8月20日、イーネット・フロンティア）
- 彩いろ、吐息（2010年11月20日、ラインコミュニケーションズ）
- 彩紙〜いろどりがみ〜（2011年2月25日、グラッソ）
- 彩プラス（2011年7月29日、竹書房）
- 彩色物語（2012年6月22日、イーネット・フロンティア）
- 彩加のお願い（2013年11月22日、M.B.D.メディアブランド）
- 彩艶（あやいろ）（2014年4月17日、ギルド）
- 彩虹〜RAINBOW〜（2014年8月29日、シャイニングスター）
- 彩罪〜GUILTY〜（2014年11月28日、シャイニングスター）
- 恋色彩（2015年3月19日、ギルド）
- 濡彩（2015年7月25日、エアーコントロール）
- 恋色彩2（2015年12月24日、ギルド）
- aya（2017年5月17日、双葉社）
- 彩物語 ～My Story～（2018年12月31日、スパイスビジュアル）[13]

### デジタル写真+ムービー作品集
- Myself （2011年4月14日、ファンプラス・GザテレビジョンPLUS配信）

## 出演

### テレビ・CM・WEB
- マヨブラ流（2008年8月22日、読売テレビ）
- ランク王国（2008年8月30日、TBS）
- オレワン（2010年2月9日、フジテレビ）
- バラエティ7（2010年6月12日、テレビ東京）
- 2010年旅の総決算!クチコミ&人気ランキング（2010年12月27日、テレビ東京）
- 朝までたけし軍団（2010年12月29日、テレビ朝日）
- 実況KOOZA（2011年6月2日、フジテレビ）
- プレミアの巣窟（2008年10月 - 2009年3月、フジテレビ）
- アイドルの穴〜日テレジェニックを探せ!〜（2009年4月11日 - 6月20日、日本テレビ）キャッチフレーズは疑惑のFカップ
- 日テレジェニックの穴（2009年7月18日 - 9月26日、日本テレビ）
- おとなのびっくりクリニック（2009年9月 - 12月、日本海テレビ)
- 女神降臨 #6（MONDO TV、2010年12月12日）
- AKIBA16エンタメTV（2011年1月21日 - 4月1日、あっ!とおどろく放送局）
- AYA☆AYA（2011年4月5日 - 2012年4月5日、スカイクラッドTV）共演:水崎綾、守永真彩
- ふぃっとわんだふるぱーてぃー（マシェバラ）FITONE所属タレント
- ギルガメッシュLIGHT（2012年1月13日 - 12月21日、BSジャパン）G9（仮）1期生
- ザクリッチCM（2012年3月9日 - ）ザクリッチガールズの一員
- ギルガメッシュLIGHT〜一夜限りの復活スペシャル〜（2013年12月30日、BSジャパン）
- 演歌百選（BS11） - アシスタント。各地での公開収録を担当
- ドラマ!7人のアイドルゴーゴー! (2015年4月1日 - 、テレビ朝日） - 本人役
- 『眠れなくなる夜』第8話「日本人形」- 千重子役（2016年4月4日、千葉テレビ）

### ラジオ
- まだまだゴチャ・まぜっ!〜集まれヤンヤン〜（2010年4月10日- 2011年4月9日、MBSラジオ）
- MARUHAN presents 7’s HEAVEN music mixx !! （2012年4月9日 - 4月13日、InterFM）

### オリジナルビデオ
- グラドル千本ノック 巨乳軍vs.美乳軍（2008年10月24日、ジェネオン）
- 東京爆裂戦争 サイボーグ女子高生VS美少女サイボーグアスリート軍団 上巻（2009年12月11日、ZENピクチャーズ）
- 東京爆裂戦争 サイボーグ女子高生VS美少女サイボーグアスリート軍団 下巻（2010年1月8日、ZENピクチャーズ）
- 2ちゃんねるの呪い VOL.１（2011年3月25日、オデッサ・エンタテインメント、監督:永江二朗）
- 暗黒の戦い（2011年3月25日、オールインエンタテインメント、監督:山鹿孝起）

## 書籍

### 雑誌・グラビア
- ヤングマガジン（2007年10月・11月12日号・2008年2月・3月3日号・4月・5月5日号・7月28日号・2012年20号、講談社）
- ヤングガンガン（2007年11月・2008年3月、スクウェア・エニックス）
- KISSUI（2010年3月号、ジーオーティー）
- 週刊実話（2011年8月18日号・2012年7月5日号、日本ジャーナル出版）
- Best Gear（2012年5月号、徳間書店）
- 月刊ダイバー（2012年8月号、ダイバー株式会社）
- ザ・ベストMAGAZINE ORIGINAL（2013年8月号、KKベストセラーズ）
- 増刊大衆（2013年7月26日号、双葉社）

### 写真集
- aya（2017年4月19日、双葉社、撮影：野沢亘伸）ISBN 978-4575312508